# Pod Bruskou
Ulice Pod Bruskou na Malé Straně v Praze spojuje ulici Klárov a Badeniho. Nazvána je podle potoka Brusnice, dříve zvaného Bruska, který zde protéká pod zemí. Na ulici je menší letenský profil, geologický skalní výchoz letenského souvrství. V roce 2007 se z ulice stala pěší zóna, když ji firma provozující hotel Hoffmeister na čísle 7 dala na vlastní náklady vydláždit a vysadit zeleň.

## Historie a názvy
V středověku tu vedla křivolaká stezka, podle které měla ulice název "Myší díra". V první polovině 17. století nechal stezku rozšířit na silnici pro těžké nákladní vozy český diplomat a kníže Albrecht z Valdštejna (1583-1634). V 18. století vedla cesta k nedaleké Bruské bráně v barokních Mariánských hradbách a ulice dostala název "Pod Bruskou". Na mapě z roku 1910 je zakreslena až ke křižovatce Klárov u Klárova ústavu slepců, kde ústily ulice Pod Letnou a Valdštejnská.

## Budovy, firmy a instituce
- Zengerova transformační stanice - Pod Bruskou 2[5]
- Dům U Verdugů - Pod Bruskou 3, Staré zámecké schody 2[6]
- Dům U černého jelínka - Pod Bruskou 4[7]
- hotel Hoffmeister - Pod Bruskou 7[8]
- Dům V balónu - Pod Bruskou 8[9]
- městský dům - Pod Bruskou 9[10]
- městský dům - Pod Bruskou 11[11]
- městský dům - Pod Bruskou 13[12]

## Zajímavost
Při křižovatce dnešních ulic Chotkova a Pod Bruskou stávala tzv. Druhá Písecká brána.